# Melanchra assimilis
Melanchra assimilis là một loài bướm đêm trong họ Noctuidae.